# Lac Ahémé
Le lac Ahémé est alimenté par les eaux paresseuses de la rivière Couffo, qui rejoignent au sud celles du fleuve Mono, pour former un vaste delta aux environs de la Bouche du Roy. Le lac couvre une superficie d'environ 78km². Les villages riverains abritent une population vivant de la pêche et de l'agriculture. La pêche à l'acadja (pratiquée sur le lac Nokoué) s'est aussi développée sur ce lac, mais de manière plus limitée du fait de la présence de hauts-fonds.

## Hydrologie
L'affluent principal du lac Ahémé est la rivière Couffo.
En aval, l'eau suit sa course dans trois chenaux principaux : le chenal de Tinyiemè, le chenal de Aho et le chenal de Mahémé ; jusqu'à la lagune de Grand-Popo, puis dans l'océan Atlantique.
La surface du lac Ahémé est d'environ 78km². Elle peut s'étendre jusqu'à 100km² pendant la saison des pluies.

## Géologie

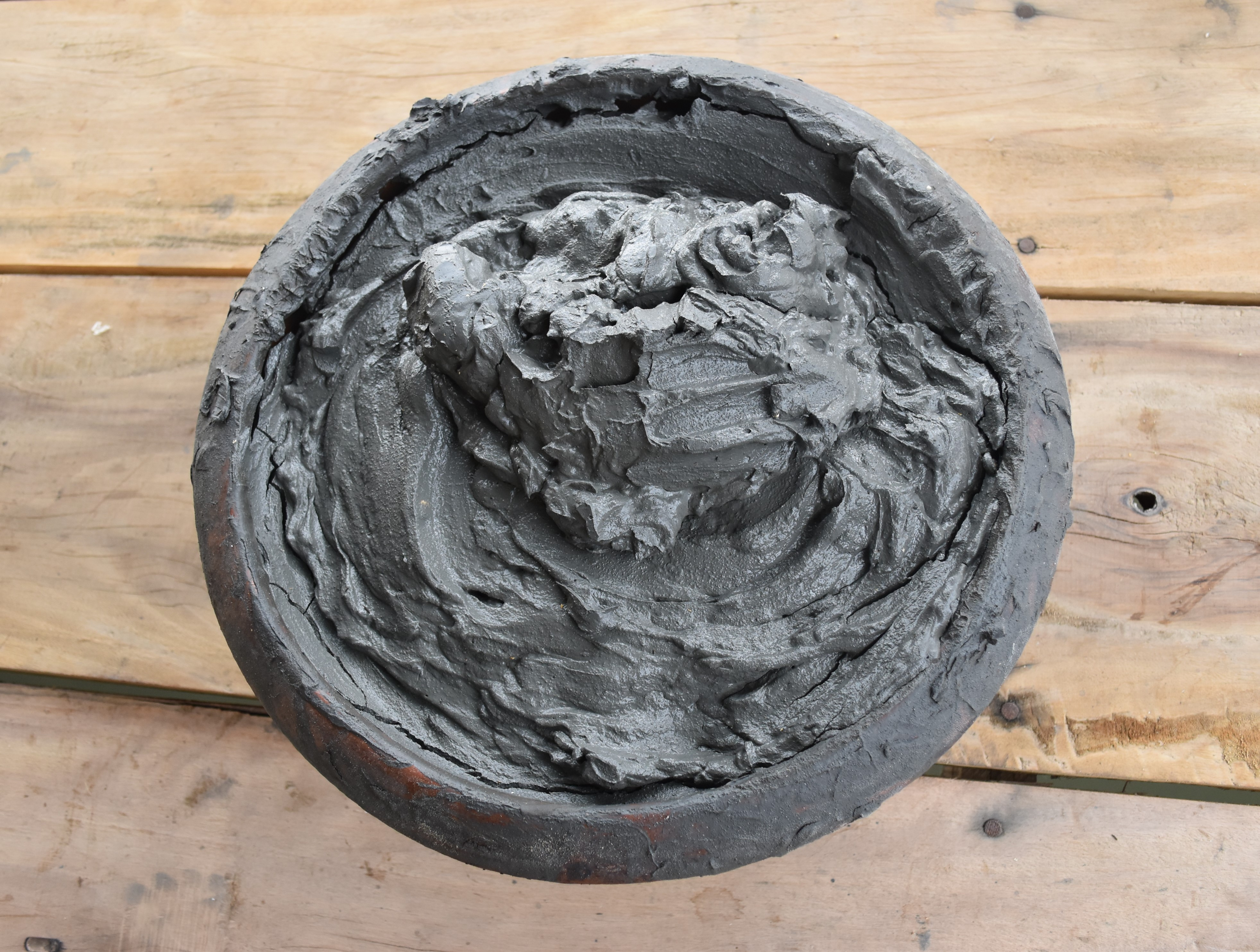
Boue d'argile récoltée à Gogotinkpon et utilisée à des fins thérapeutiques.

Le fond du lac est constitué d'un mélange de sable, de sable boueux et de couches de boue.

## Aspect culturel

### Dans la musique
En 1963, l'artiste chanteur béninois GG Vikey lui consacre une chanson populaire titrée " Sur le lac Ahémé". 

## Galerie

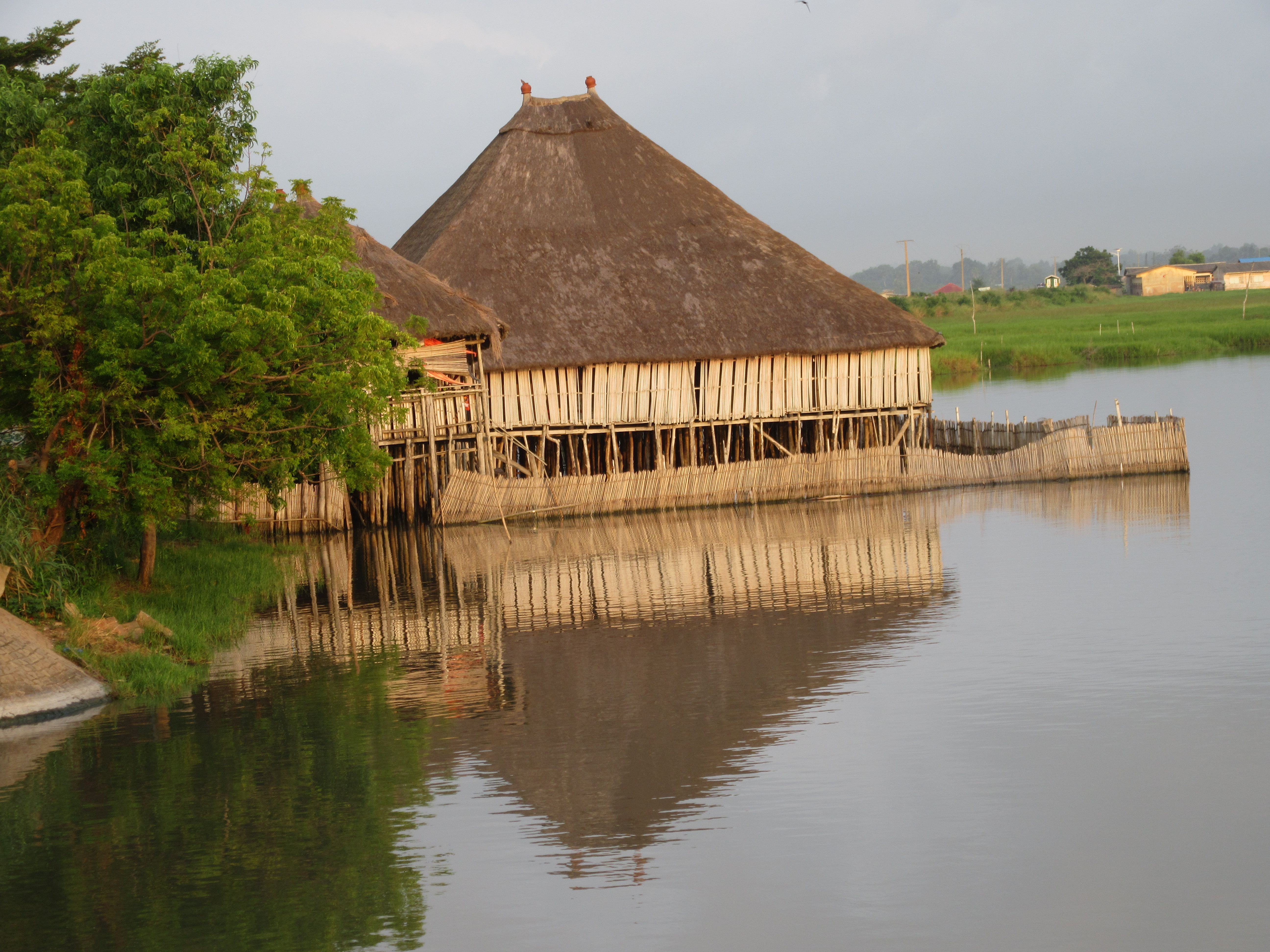
Vue d'un habitat au niveau du lac Aheme à Guinzin
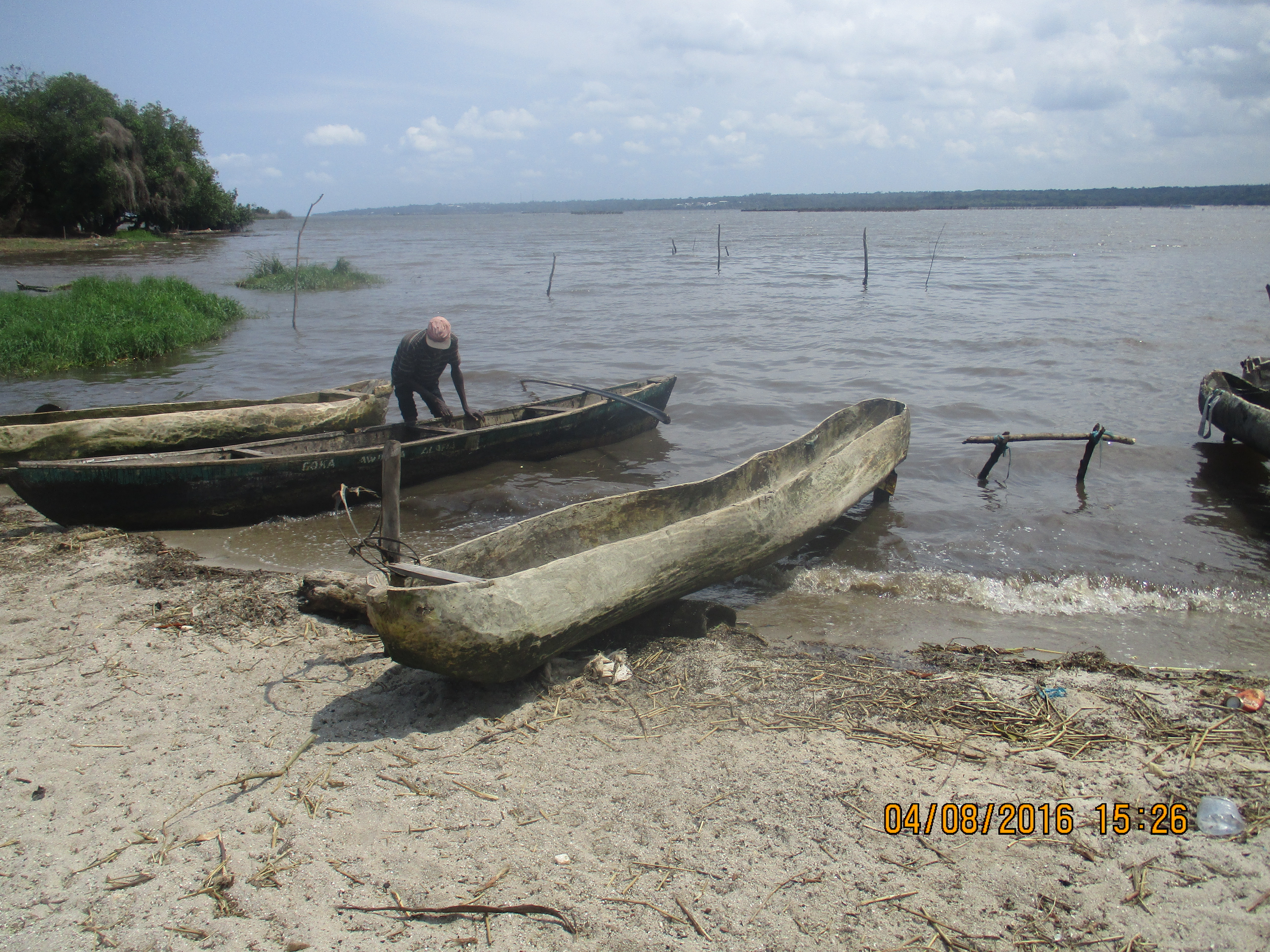
Pirogues accostées en bordure du Lac Ahémé.